# Protapanteles intermedius
Protapanteles intermedius är en stekelart som först beskrevs av Balevski 1980.  Protapanteles intermedius ingår i släktet Protapanteles och familjen bracksteklar. Inga underarter finns listade i Catalogue of Life.